# Sandra Day O'Connor
Sandra Day O'Connor (El Paso (Texas), 26 maart 1930 – Phoenix (Arizona), 1 december 2023) was een Amerikaans juriste. Van 1981 tot 2006 was ze rechter in het Hooggerechtshof van de Verenigde Staten. Ze was de eerste vrouw in die functie.

## Biografie

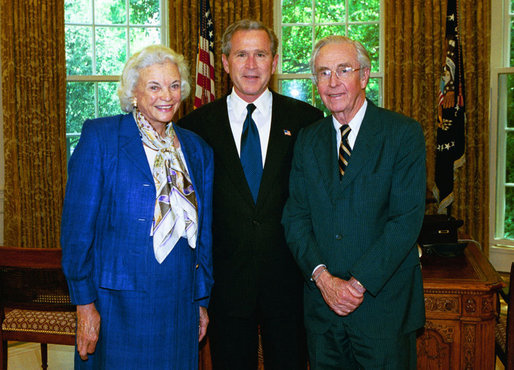
Sandra Day O'Conner (links) op bezoek bij president George W. Bush (midden) samen met haar echtgenoot (rechts). Washington D.C., mei 2004.

Sandra Day werd geboren in Texas, maar haar familie verhuisde al snel daarna naar een ranch in Arizona. In 1950 studeerde ze af in de economie aan de Stanford-universiteit, waarna ze ook binnen twee jaar haar bachelor in de rechten behaalde; William Rehnquist was de enige in haar jaar met hogere cijfers.
Ondanks haar prestaties op de universiteit wilde geen enkel advocatenkantoor in Californië haar aannemen, hoewel haar wel een baan als secretaresse werd aangeboden. Daarom werkte ze van 1954 tot 1957 als officier van justitie in het Duitse Frankfurt. In 1958 kwam ze terug naar de Verenigde Staten en werkte ze voor het ministerie van Justitie van Phoenix. In 1969 werd O'Connor een plaats aangewezen in de senaat van Arizona, en twee jaar later werd ze opnieuw gekozen als Republikein. Ze werd de eerste vrouwelijke lijsttrekker ooit in Amerika in 1973 en vervolgens eerste vrouwelijke leider van de meerderheid.
De daaropvolgende jaren werkte ze als rechter bij verschillende rechtbanken, totdat president Ronald Reagan haar in 1981 nomineerde als rechter voor het Federaal Hooggerechtshof in Washington D.C.. Haar nominatie werd unaniem door de Senaat goedgekeurd. Ze was daarmee tevens de eerste vrouwelijke rechter in dit gerechtshof, en de enige totdat Ruth Bader-Ginsburg in 1993 door Bill Clinton werd voorgedragen. Tijdens haar rechterschap maakte O'Connor de eerste tijd deel uit van de conservatieven, maar in latere jaren schoof ze op naar het midden, waardoor haar stem vaak doorslaggevend werd. Over het algemeen heeft O'Connor haar beslissingen zo genomen dat ze niet in een bepaalde ideologische hoek gezet kan worden, waardoor haar stem niet van tevoren aan een van beide partijen toegerekend kon worden.
Op 1 juli 2005 maakte O'Connor bekend af te zullen treden zodra haar opvolger benoemd was – president George W. Bush nomineerde op 3 oktober 2005 Harriet Miers voor deze positie, en na haar terugtrekking Samuel Alito, wiens nominatie op 31 januari 2006 werd goedgekeurd. Het tijdschrift Forbes riep haar in 2004 uit tot een van de machtigste vrouwen ter wereld.
Na haar aftreden als rechter in het Hooggerechtshof bleef O'Connor actief. Zo zette ze in 2009 iCivics op, een liefdadigheidsorganisatie die probeert burgerschap bij Amerikaanse jeugd te stimuleren en ontwikkelen met behulp van interactieve communicatiemiddelen zoals games. Zo ontwikkelde iCivics in 2016 de game 'Race to the White House' over de (Amerikaanse) presidentsverkiezingen.
O'Connor overleed in 2023 op 93-jarige leeftijd.

## Belangrijke rechtszaken
- Lawrence v. Texas (2003); O'Connor was het eens met de meerderheid die de anti-sodomie-wetgeving van Texas verwierp op basis van de Equal Protection Clause, als deze wetgeving niet ook werd toegepast op heteroseksuelen.
- Verenigde Staten v. Lopez (1995); In deze zaak verwierp het Hooggerechtshof – met hulp van O'Connor – een wet die het scholieren verbood vuurwapens mee naar school te nemen.

- Bibsys: 4078386
- Bibliothèque nationale de France: cb12432801s (data)
- CiNii: DA14078152
- Gemeinsame Normdatei: 119502976
- International Standard Name Identifier: 0000 0001 0939 098X
- Library of Congress Control Number: n81123693
- Nationale Bibliotheek van Letland: 000006110
- National Archives and Records Administration: 10569622
- Nationale Bibliotheek van Tsjechië: mzk2005282426
- Nationale Bibliotheek van Israël: 987007457642705171
- Nederlandse Thesaurus van Auteursnamen: 287519562
- Réseau des bibliothèques de Suisse occidentale: 02-A025357668
- SNAC: w6tv5dz9
- Système universitaire de documentation: 073270997
- Virtual International Authority File: 118097205
- WorldCat: E39PBJtX4PVHYYjq4dTCYddWjC